# Mercury Sable
Mercury Sable (укр. Меркурій Соболь) — середньорозмірні автомобілі, які виготовлялися підрозділом Mercury компанії Ford Motor Company, вперше представлені на ринку 26 грудня 1985 року як заміна Mercury Marquis. Соболь ознаменував перехід середньорозмірих автомобілів Меркурій до передній привод.
Протягом усього свого виробничого життя Соболь був дорожчим аналогом Ford Taurus, що стояв на сходинку нижче Mercury Grand Marquis. З модельних років 1986 по 2005 рік Соболь випускався як автомобіль середнього розміру; Пропонувались чотиридверний седан та універсал. У 2006 році Sable було знято з виробництва, його замінили повнорозмірний Mercury Montego та середньорозмірний Mercury Milan. У 2008 році Sable був знову представлений як повнорозмірний автомобіль, пропонований виключно як чотиридверний седан. Головними конкурентами його були Buick La Crosse, Toyota Avalon і Chrysler 300. 
Всього Mercury Sable має 5 поколінь.
Остаточний Соболь був випущений 21 травня 2009 року; в цілому за його 1985–2005 рр. було вироблено 2112374 автомобілів.
Ім'я Mercury Sable походила від соболя - ссавця, якого цінують за своє гладке темне хутро.

## Перше покоління (1986-1991)

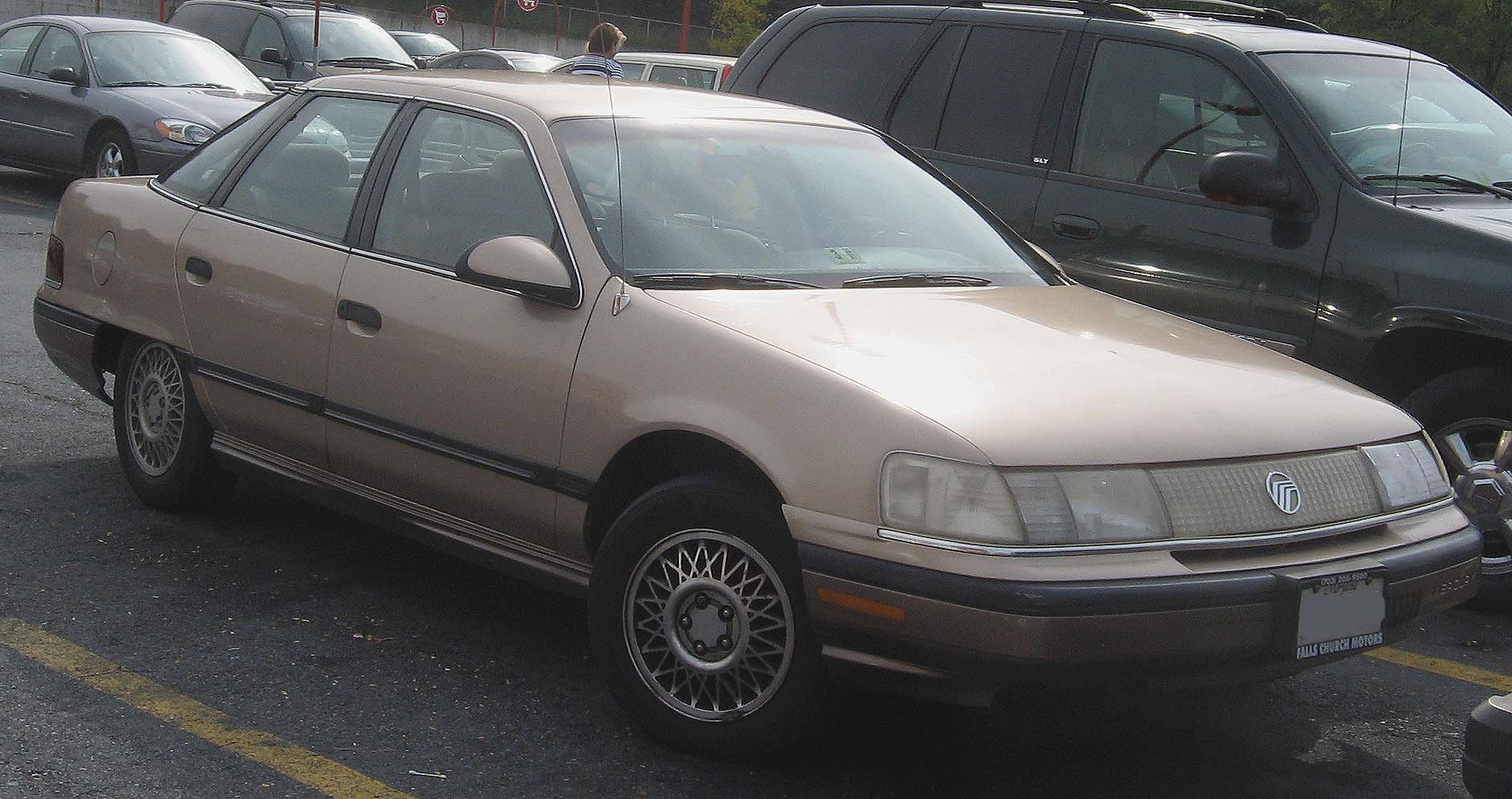
Mercury Sable 1 (1986-1991)

- 2.5 L HSC I4
- 3.0 L Vulcan V6
- 3.8 L Essex V6

## Друге покоління (1992-1995)

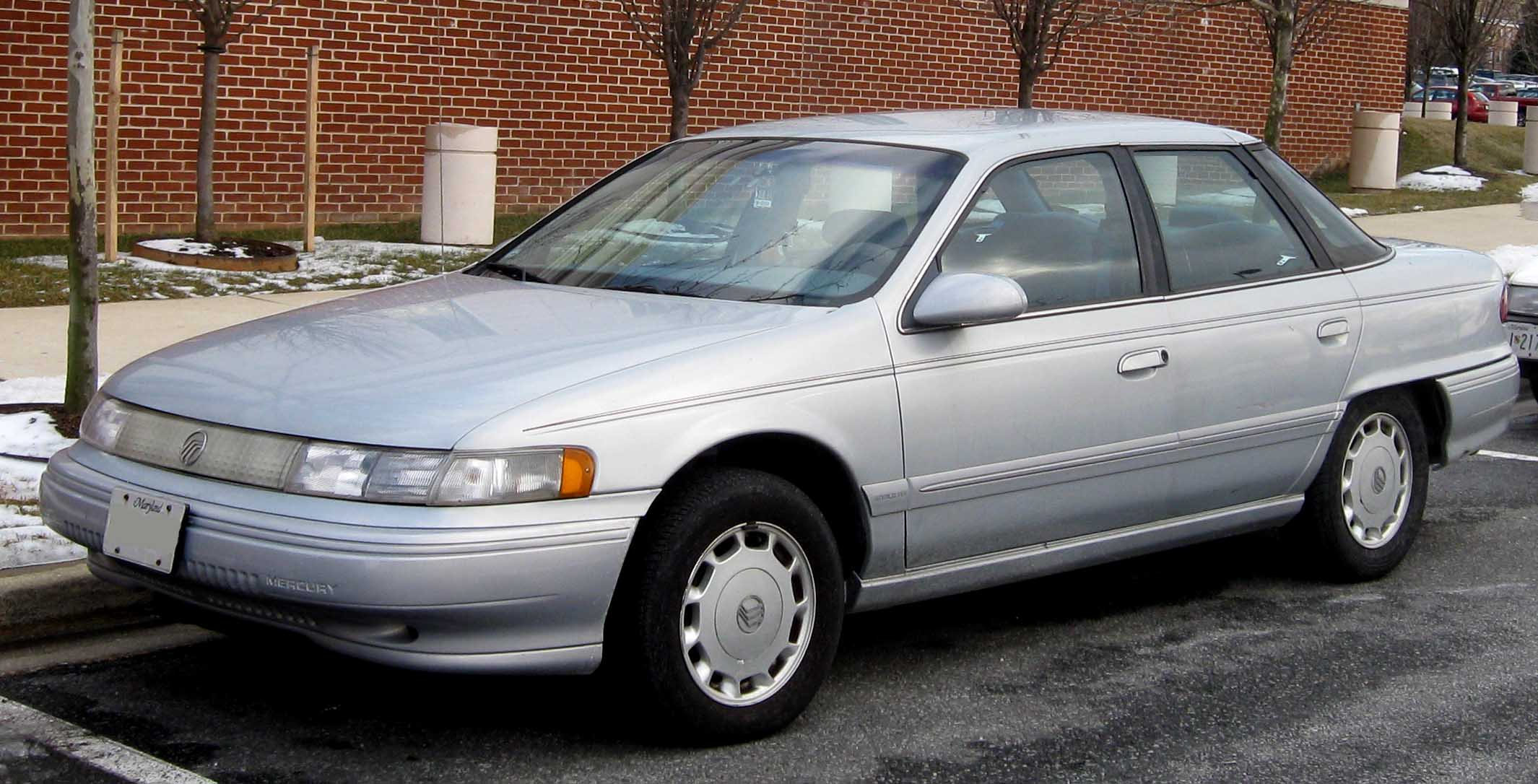
Mercury Sable 2 (1992-1995)

- 3.0 L Vulcan V6
- 3.8 L Essex V6

## Третє покоління (1996-1999)

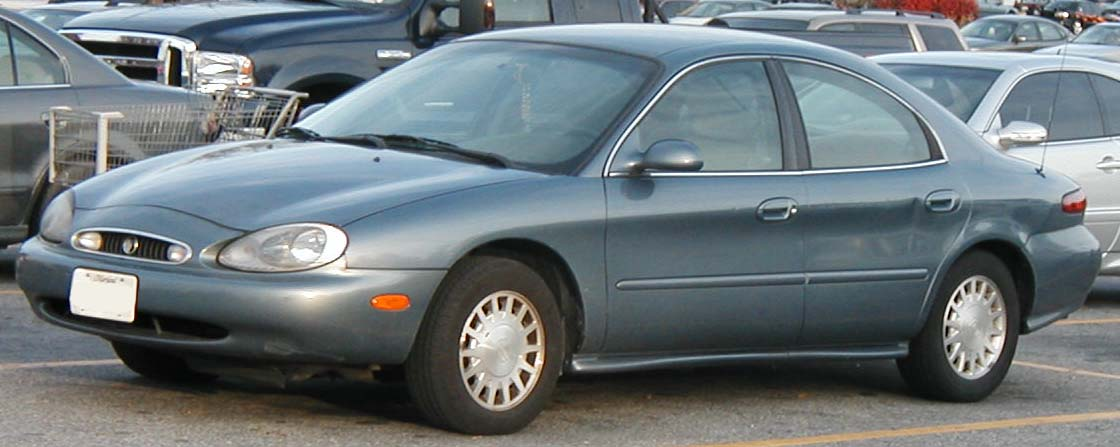
Mercury Sable 3 (1996-1999)

- 3.0 L Vulcan V6
- 3.0 L Duratec V6

## Четверте покоління (2000-2005)
- 3.0 L Vulcan V6
- 3.0 L Duratec V6

## П'яте покоління (2008-2009)

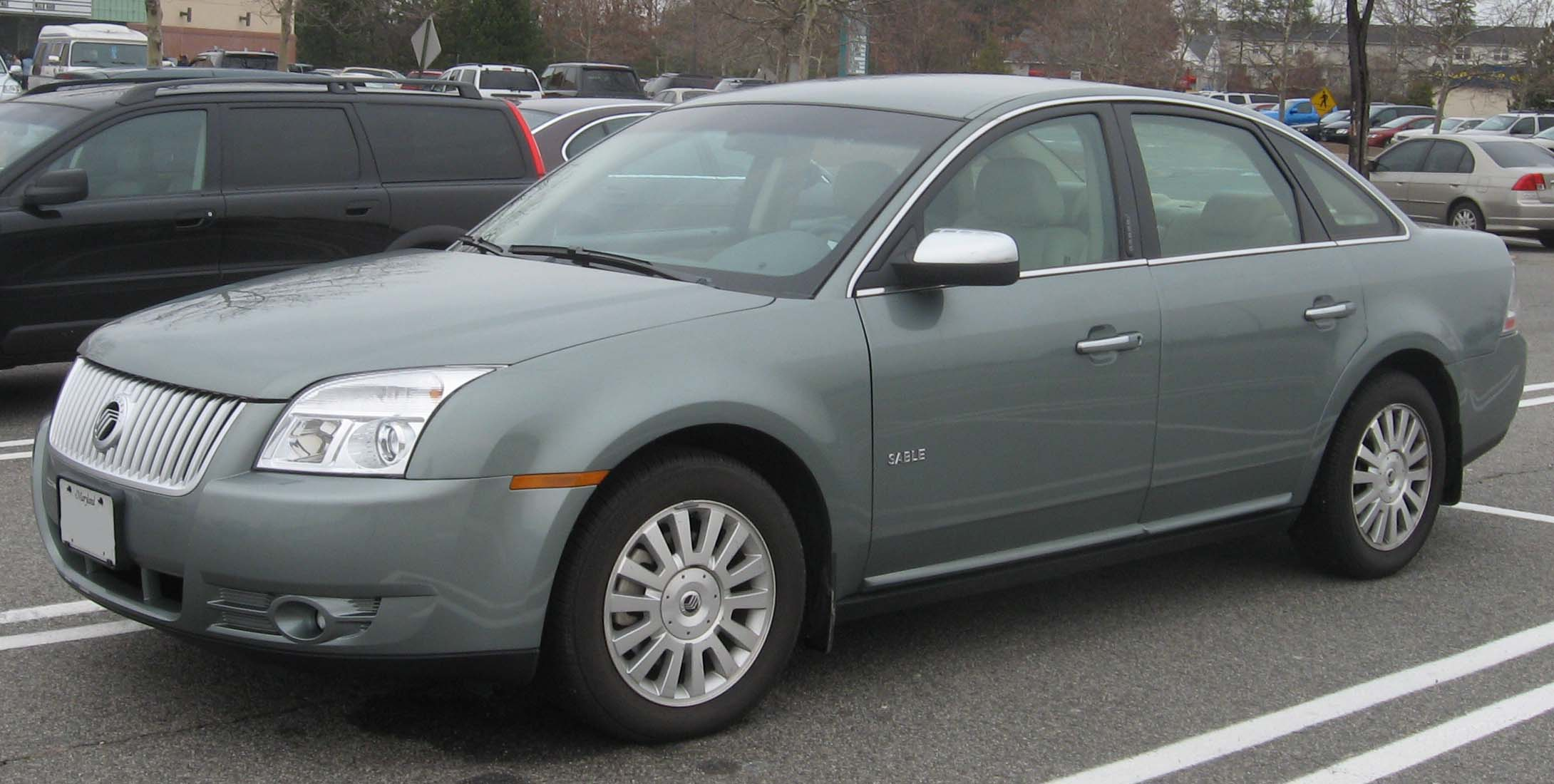
Mercury Sable 5 (2008-2009)

У Mercury Sable останнього покоління 3,5-літровий 6-циліндровий двигун. Крутний момент такого мотора дорівнює 338/4500 Нм/(Об/хв), при цьому час розгону до 100 км/год займає 9 с. Подібний силовий агрегат використовує 13,1л/100км в місті, 8,4 л/100 км по трасі, а показник середньої витрати дорівнює 10,88л/100км. В парі з таким двигуном працює 6-ступінчаста АКПП. Автомобіль оснащується переднім приводом, а в якості опції доступний і повний привід.

### Двигун
- 3.5 L Cyclone V6

### Безпека
У 2009 році Mercury Sable пройшов випробування Національною Адміністрацією Безпеки Дорожнього Руху США (NHTSA):
| Пасажир | Водій | Переднє сидіння | Заднє сидіння | Переворот |
| ------- | ----- | --------------- | ------------- | --------- |
| 5       | 5     | 5               | 5             | 4         |